# Sete Lagoas
Sete Lagoas (que significa "Siete lagunas" en portugués) es un municipio del estado brasileño de Minas Gerais.

## Localización
Está situado a 76 kilómetros de Belo Horizonte, la capital de Minas Gerais. 
La autopista BR 040 conecta Sete Lagoas con Belo Horizonte y con Brasilia, la capital de la nación.

## Clima
Domina el área un clima tropical de altura, con veranos cálidos y lluviosos e inviernos secos. La estación lluviosa es de octubre a marzo y el estiaje de mayo a agosto. El índice medio pluviométrico anual es de 1.403 mm³.
La temperatura promedio anual es de 21 °C, con máxima promedio anual de 27 °C y mínima de 15 °C.

## Población
La población actual es de más de 295.000 habitantes y ha crecido significativante en la última década: entre 1982 y 2004 la cantidad de votantes registrados casi se ha duplicado.

## Historia

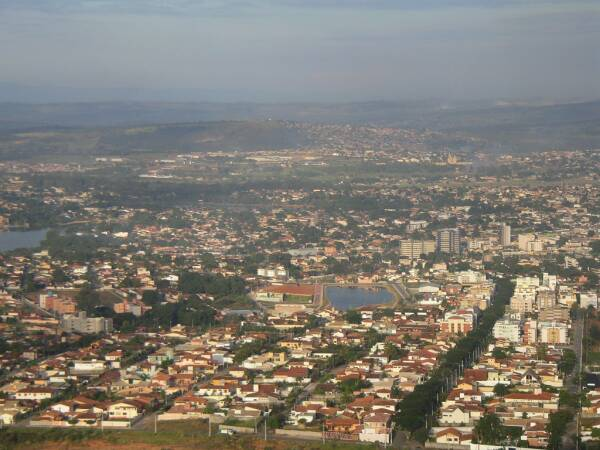
Vista panorámica de la ciudad.

Fue hallada evidencia de presencia precolombina en la Gruta Rei do Mato. 
Alrededor de 1700, colonos entraron a Minas Gerais en busca de oro, gemas y diamantes. Hoy en día, la zona de Santa Luzia es todavía llamada informalmente "o garimpo" (que significa "la mina de oro"). 
Entre 1780 y 1867, el nombre "Sete Lagoas" fue utilizado para diferentes tipos de administraciones regionales. El municipio de Sete Lagoas fue fundado en 1867. 
Aunque "Sete Lagoas" significa "Siete Lagunas", actualmente hay más que siete lagos y lagunas en el lugar (10 dentro del perímetro urbano, 17 en todo el municipio). Algunos fueron suprimidos, y otros pasaron a formar parte del municipio cuando este se expandió. Hay, sin embargo, 7 "lagos oficiales" de acuerdo a una ordenanza municipal de 1989. Estos son: Lagoa da Boa Vista, Lagoa da Catarina, Lagoa da Chácara, Lagoa do Cercadinho, Lagoa José Felix, Lagoa do Matadouro y Lagoa Paulino.

## Geografía
Ubicado a 72 km de Belo Horizonte, Sete Lagoas está estratégicamente ubicado en la Región Geográfica Intermedia de Belo Horizonte, y el municipio es parte integral del collar metropolitano de la Región Metropolitana de Belo Horizonte. Dispone de línea de ferrocarril y gasoducto subterráneo. Sete Lagoas ocupa el duodécimo lugar entre las ciudades más pobladas de Minas Gerais. Sete Lagoas está ubicada en la Región Geográfica Inmediata del mismo nombre, formada por los municipios de Araçaí, Baldim, Cachoeira da Prata, Caetanópolis, Capim Branco, Conceição do Mato Dentro, Congonhas do Norte, Cordisburgo, Fortuna de Minas, Funilândia, Inhaúma, Jequitibá, Matozinhos, Morro do Pilar, Paraopeba, Prudente de Morais, Santana de Pirapama y Santana do Riacho.

## Lugares turísticos
El municipio es conocido por sus lagos, su cascada, la Sierra Santa Helena y sus cuevas. 
Los dos lagos más importantes son el Lagoa Paulino y el Lagoa Boa Vista. El Lagoa Paulino está situado en el centro de la ciudad y está rodeado por bares y comercios. El Lagoa Boa Vista está rodeado por parques, instalaciones deportivas y un pequeño zoológico.
La Gruta Rei do Mato es la cueva más conocida. Debe su nombre a un fugitivo que vivió en ella.  La estalactita más larga conocida (de 20 metros) cuelga en este lugar.
La sierra Santa Helena se encuentra a solo 3 kilómetros del centro de la ciudad y ofrece una amplia vista de la misma y de sus lagos. Hay una pequeña capilla en la cima. La sierra es muy utilizada para hacer parapente.